# جون أوبتز
جون إم. أوبيتز (بالألمانية: John Marius Opitz)‏ (ولد في 15 أغسطس 1935)، هو عالم وراثة ألماني أمريكي وأستاذ في كلية الطب في جامعة يوتاه. أكثر ما اشتهر به هو إعادة اكتشاف مفهوم المجال التطوري عند البشر (كان هانس سبيمان أول من تحدث عنه عند البرمائيات) ولتقصيه وتحديده للعديد من المتلازمات الوراثية، والتي يُعرف العديد منها اليوم «بمتلازمات أوبيتز» من بينها متلازمة سميث – ليملي- أوبيتز، ومتلازمة أوبيتز- كافيغيا، ومتلازمة أوبيتز جي/بي بي بي، ومتلازمة بوهرينج- أوبيتز، وحالات متعلقة بالصبغي الجسمي وأخرى مرتبطة بالصبغي إكس (X). هو مؤسس مركز ويسكونسن لعلم الوراثة السريرية والمجلة الأمريكية لعلم الوراثة الطبية والكلية الأمريكية والمجلس الأمريكي لعلم الوراثة الطبية.

## سيرته المهنية

### جامعة ويسكونسن
بعد إنهاء الإقامة، بحث أوبيتز عن فرص زمالات طبية. كان قد تابع عن كثب أعمال باتو وإنهورن وسميث في ماديسون حول الصبغيات البشرية وهكذا، بعد تقديم الطلب والقبول، 1 يوليو 1961، أكمل أوبيتز إقامته في جامعة ويسكونسن، وكان رئيس قسم الولادات المقيم في آخر ستة أشهر منها. أكمل زمالته (1962 – 1964) في علم الوراثة الطبية تحت إشراف كلاوس باتو وديفيد دبليو. سميث. قدمه سميث إلى مستشفى الأطفال التابعة لجامعة ويسكونسن حيث بدأ عمله على المظاهر البيولوجية والفيزيائية للمتلازمات. اكتسب أيضًا الخبرة في تقييم تباينات النمو الطبيعي من خلال اختبار الأطفال حديثي الولادة في مشفى سانت ماري في ماديسون وذلك من أجل دراسة سميث المتعلقة بالشذوذات الطفيفة. خلال ستينيات القرن العشرين، وضع أوبيتز الأساس لأوجه التقدم العلمي التي اشتُهر من أجلها – اكتشاف وتعريف متلازمات الشذوذات الخلقية من خلال إدراك الروابط بين شذوذات الأطفال والوراثة.
بعد إكماله للزمالة الطبية، عُيّن أوبيتز أستاذ مساعد في قسم الوراثة الطبية وطب الأطفال في جامعة ويسكونسن. أمضى 18 سنة في جامعة ويسكونسن-ماديسون حيث تمكن من تأسيس مركز ويسكونسن لعلم الوراثة السريرية عام 1974 بالإضافة إلى علم أمراض الأجنة/الأطفال وبرنامج علم الأمراض التطوري بالتعاون مع د. إنيد غيلبرت بارنس.

### جامعة ولاية شودير-مونتانا
في عام 1979، بناءً على دعوة فيليب دي. باليستار، غادر أوبيتز جامعة ويسكونسن ليصبح مدير برنامج شودير-مونتانا الإقليمي للخدمات الوراثية في هيلينا، مونتانا. تضمن هذا البرنامج دوائر مثل علم الوراثة الخلوية وعلم أمراض الوراثة الجنينية. عمل لاحقًا رئيسًا لقسم علم الوراثة الطبية في مشفى أطفال شودير وأستاذ مساعد في البيولوجيا والتاريخ والفلسفة والطب وعلم الطب البيطري في جامعة ولاية مونتانا. في عام 1994 عُيّن أستاذ الإنسانيات الطبية.
في مونتانا، استمر أوبيتز بالبحث في المتلازمات الوراثية، متعاونًا في أغلب الأحيان مع فيل دي. باليستر، مما أدى إلى اكتشاف العديد من المتلازمات من بينها متلازمة باليستر-هال، وكي بي جي، وباليستر-كيليان. أدى هذا التعاون أيضًا إلى اكتشاف تبادل مواقع الصبغي البشري X لأول مرة والذي، وفقًا لمكوسيك، كان نقطة الانطلاق لعصر رسم خريطة الكروموسومات.
قبل مغادرته مونتانا، سافر أوبيتز إلى ألمانيا ليصبح أول أستاذ زائر في قسم علم الوراثة في مؤسسة جامعة هانسياتك التابعة لجامعة لوبيك.

### جامعة يوتاه
في عام 1997، انضم أوبيتز إلى كلية الطب في جامعة يوتاه كأستاذ طب الأطفال في شعبة علم الوراثة الطبية وأيضًا كعضو في الطاقم الطبي لمركز الأطفال الطبي. يشغل مناصب مساعدة في أقسام الجينات البشرية وعلم الأمراض والتوليد وأمراض النساء. كان مشاركًا نشطًا في برنامج علم أمراض الوراثة الجنينية في قسم علم أمراض الأطفال في مركز الأطفال الطبي، حتى عام 2015.